# Calle del Caballero de Gracia

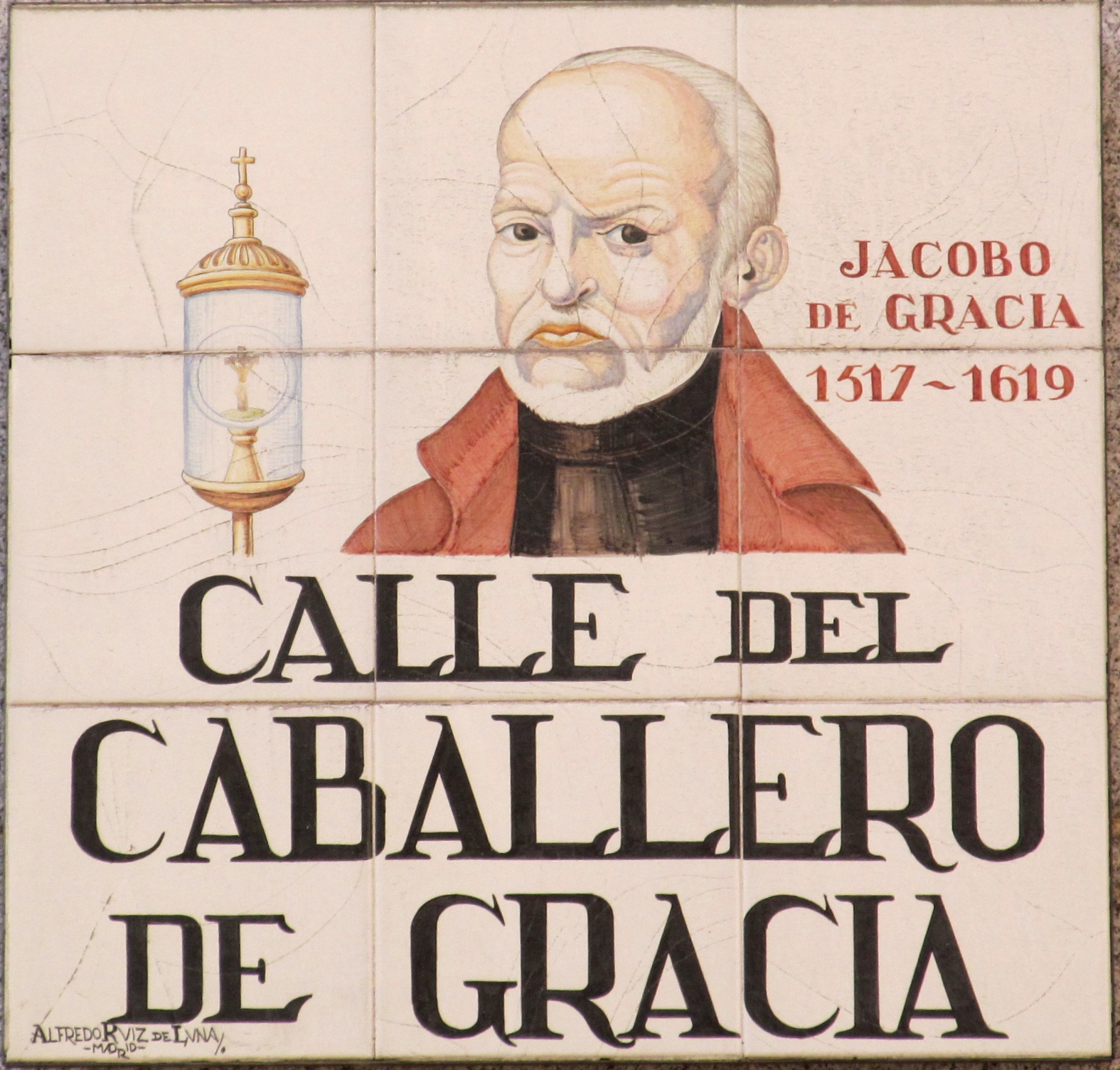
Callejero de azulejos del ceramista Ruiz de Luna.

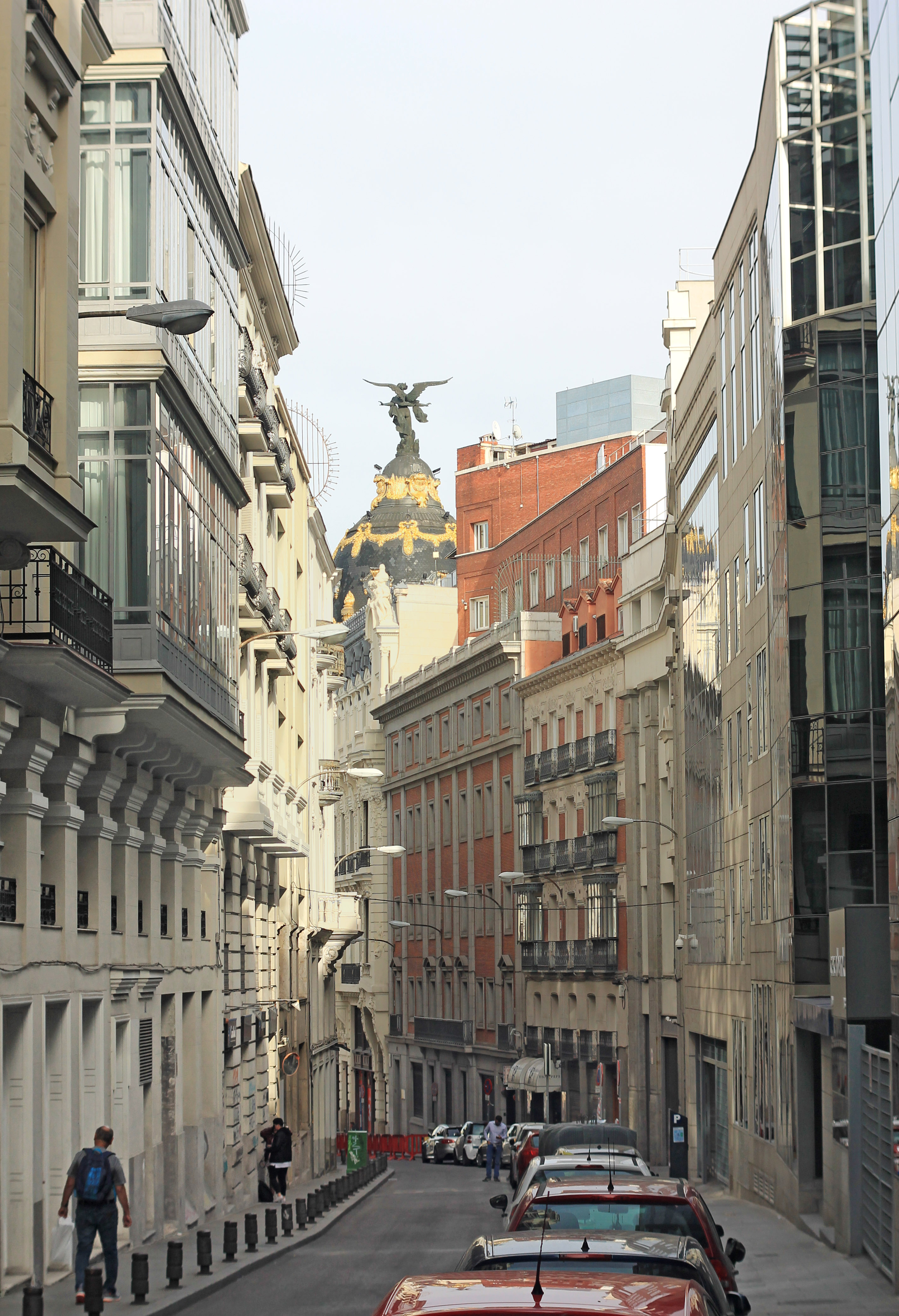
Calle del Caballero de Gracia en 2017.

La calle del Caballero de Gracia es una antigua y céntrica vía de Madrid que baja desde la de la calle Montera hasta el inicio de Alcalá. Debe su nombre a Jacobo de Grattis, caballero italiano natural de Módena avecindado en el siglo xvi en esta calle (que luego tomó su nombre), en la que era propietario de numerosas casas. De entre los edificios conservados, destaca la entrada al Oratorio del Caballero de Gracia que tiene fachada también en la Gran Vía.

## Historia
Tuvo en su antiguo origen otros nombres: calle de la Florida; calle de Gracia, según aparece en el plano de Teixeira de 1656; y en algunos manuales aparece como calle del Clavel, que en realidad hace esquina a esta vía.

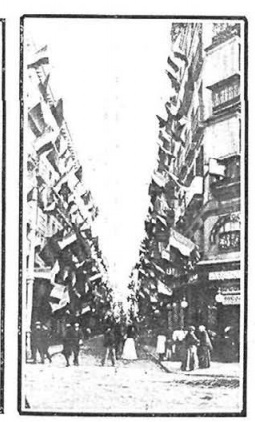
La calle, fotografiada en 1905 por Campúa.

Su último nombre, entre la leyenda y el romance, se inspira en las supuestas aventuras del casanova Jacobo de Grattis, y en concreto en su intento de seducción de Leonor Garcés, natural de Teruel y vecina de esta calle, casada con un infanzón aragonés. El donjuanesco de Grattis, rechazado por la honesta Leonor, sobornó a una doncella para que drogase a su dueña y le facilitara el acceso a la casa; intención que no pudo culminar pues cruzando la vecina encrucijada de la Red de San Luis un 'fulminante terror' vino a paralizarle conminándole a que se arrepintiese de sus pecados (en otras versiones la visión le asaltó ya en la cama de la señora, cuya casa, luego de deshabitarse tomó el nombre popular de "casa del Espanto"). Tras confesar su pecado al beato Simón de Rojas, se ordenó sacerdote e inició una vida de auténtico empresario eclesiástico fundando y construyendo diferentes congregaciones y conventos en sus terrenos en propiedad; en uno de ellos, el de Concepcionistas Descalzas se acogerían las monjas expulsadas de Inglaterra por Enrique VIII y se desarrolló, ya en el siglo XIX, la vida no menos legendaria de sor Patrocinio, la "monja de las llagas". También fundó la Congregación de Esclavos del Santísimo Sacramento, a la que perteneció Cervantes, y construyó el original oratorio que lleva su nombre, más tarde reconstruido por Juan de Villanueva.
En 1880, se abrió el antiguo convento de monjas del Sagrado Corazón de Jesús —luego Colegio Sagrado de María—, obra del arquitecto Francisco de Cubas. Del año 1945 destaca parte de la fachada trasera del Banco Mercantil e Industrial de Madrid, obra del arquitecto Antonio Palacios.

### De zarzuelas y demoliciones

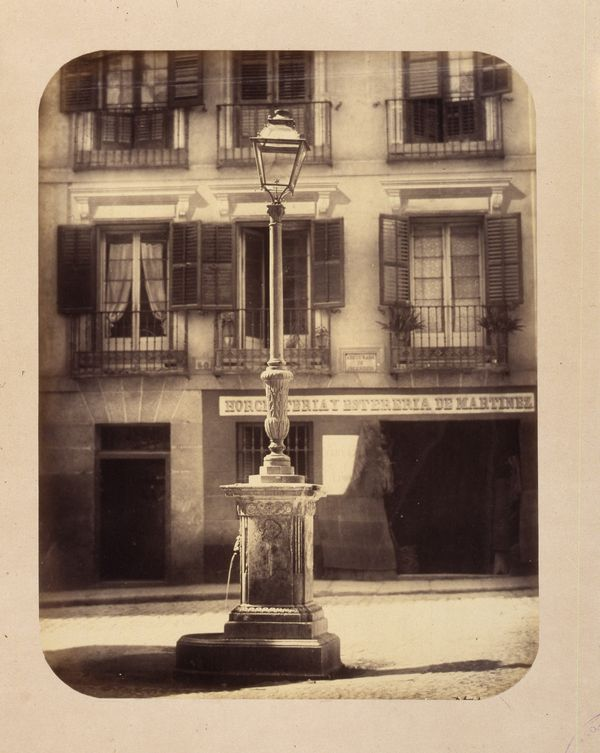
Fuente vecinal en 1864, desaparecida.

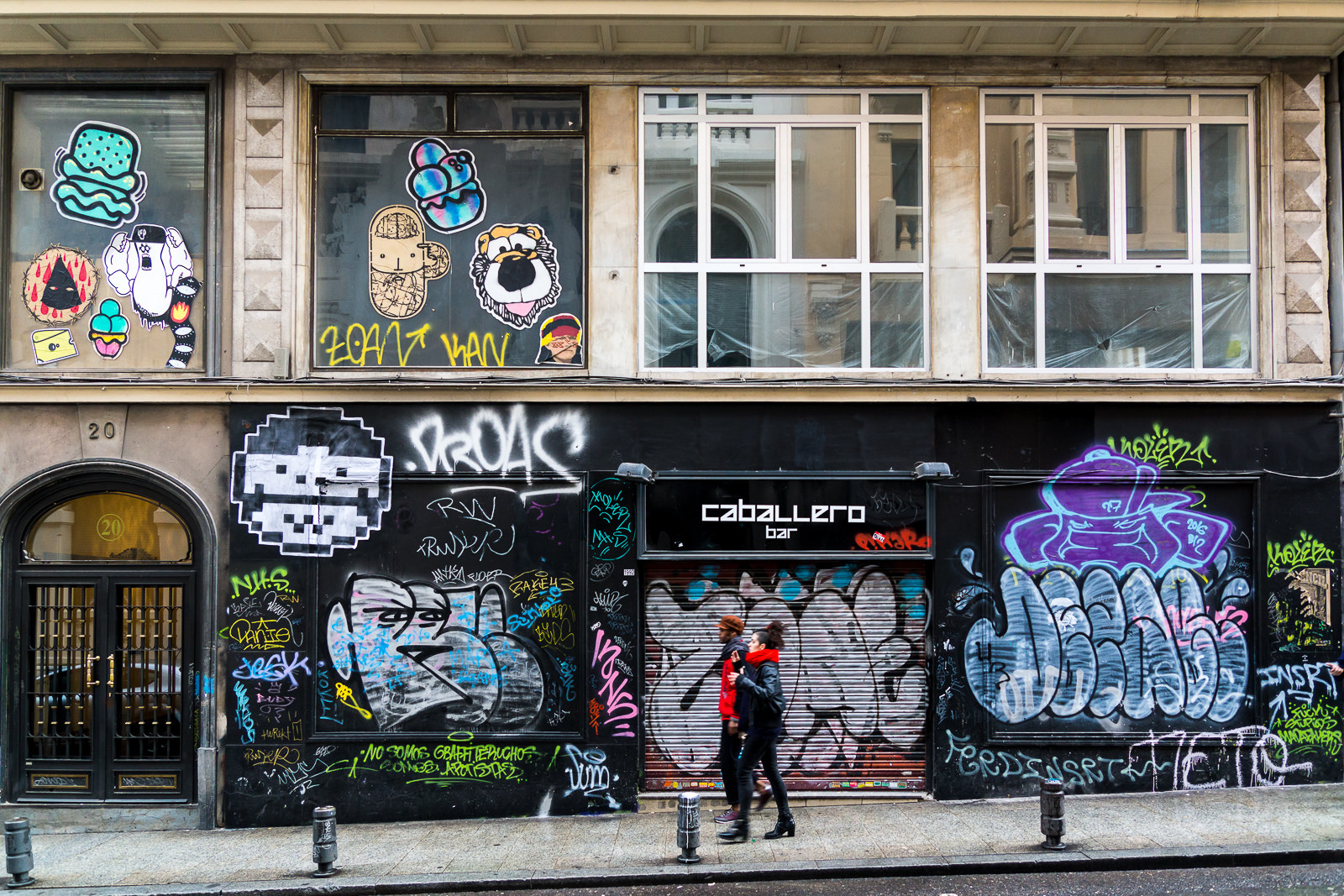
Grafitis y paseantes del 2016 a la altura del número 20 de la en un tiempo zarzuelera calle del Caballero de Gracia.

Uno de los últimos momentos gloriosos de esta calle fue su inclusión, materializada en personaje, en la zarzuela La Gran Vía, uno de cuyos números musicales más célebres, el vals del Caballero de Gracia, le fue dedicado. Precisamente, para la construcción de dicha 'gran vía' tuvo que llevarse a cabo la demolición de toda la línea de edificios de los números impares, salvándose tan solo el Oratorio. Uno de los edificios de abolengo que desaparecieron fue el palacio de la condesa de la Vega del Pozo, edificio de forma triangular situado entre las antiguas calles de San Jorge y San Miguel. El cronista Pedro de Répide asegura que su dueña fue la última en abandonar el 'barco' antes de que lo hundiera la piqueta municipal; la anciana, soberbia hasta el final, se negó a vivir en ninguna otra casa, ni en Madrid ni en España, y se trasladó al extranjero, donde moriría poco después.

### Circo ecuestre
Tras unas primeras y tímidas industrias circenses fechadas hacia el año 1819, en el que Juan Rambela y Juan González Mantilla ofrecían en esta calle un espectáculo variado de "volatines, perros eruditos y una máquina de fantasmagoría", queda noticia de que en 1827 el «écuyer» francés Paul Laribeau montó un modesto circo ecuestre que sería el origen del Circo Olímpico; para ello se ocupó un solar en esta calle del Caballero de Gracia, haciendo esquina a la que fue calle de San Jorge, "frente a la fonda La Cruz de Malta". Laribeau se asoció poco después con el también caballista francés Monsieur François Avrillon (y su jaca Mosca), cuyo número de mayor éxito era "Las grandes maniobras de la caballería turca". Por un anuncio del Diario de Avisos del 22 de septiembre de 1930, se conoce el dato de que el Circo Olímpico estuvo dirigido por otro caballista, Monsieur Reynaud, que "se luce en una serie de galopadas, entre fuego artificial e infernales caballos".
En 1934, Avrillon y Laribeau trasladaron su caballería circense de la calle Caballero de Gracia a un barracón en la plaza de Santa Bárbara, y de allí a la plaza de la Lealtad, acabando en la plaza del Rey un poco después, donde ocuparon el solar que sucesivamente albergó luego al nuevo Circo Olímpico, el Teatro del Circo y el Circo Price.

### Fonda La Cruz de Malta
Hacia 1830, Répide sitúa en esta calle dos históricas fondas madrileñas: la modesta hostería del Caballo Blanco y la más lujosa de La Cruz de Malta. También menciona el café de Neptuno, muy animado en Carnaval; tradición que en esta calle mantuvo durante muchos años la abaniquería de Lambea-Serra, que entre el mes de enero y la Cuaresma ofrecía una popular exhibición de trajes de máscara.
Una larga lista de viajeros europeos dan fe, aunque diferente opinión, de la presencia y la importancia de La Cruz de Malta. En 1787 era calificada por algunos de sus visitantes como la mejor fonda de la ciudad; a pesar de que cinco años antes, en 1782, Daniel G. Moldenhawer había dejado escrito que "no había aseos... cada uno elegía un lugar en el pasillo lo más próximo posible a su puerta para hacer sus necesidades".
En 1808 su dueño era Carlos José Lorenzini, que sería sustituido luego por Vicente Gallego, al que se supone responsable de convertir la fonda dieciochesca en un café cantante decimonónico, el Café Gran Cruz de Malta. Mesonero Romanos en sus Memorias de un setentón, da noticia de que dicho establecimiento "conservó su primitivo carácter de café cantante". También informa Mesonero del encendido ambiente político que durante el Trienio Liberal se vivió en La Cruz de Malta, y en otros primitivos cafés madrileños como el café Lorencini o La Fontana de Oro, donde en los últimos años del reinado del Rey Felón, los liberales escribieron encendidas páginas de su historia. Páginas reales que pocos años después convirtió en fantasía histórica Benito Pérez Galdós en su primera novela publicada, titulada precisamente La Fontana de Oro.
Una de las últimas menciones que se conservan del Café de Malta como establecimiento o salón de espectáculos varios, es el anuncio recogido por el Diario de Avisos el 18 de mayo de 1833, del inicio de funciones de "La niña invisible" en el salón de la Cruz de Malta. Al parecer, el local dejó de funcionar poco después; así se deduce del hecho de que Mesonero Romanos no lo cite ni incluya en su artículo de costumbres A Prima Noche, publicado en 1835. Es de suponer que el edificio fue derribado para la construcción de la nueva Gran Vía.
Otro 'hotel', menos lujoso y conocido, y documentado en el siglo XIX en esta calle del Caballero de Gracia, fue la Fonda de la Unión. El misterioso viajero Trelawney Tomkinson, en su todavía más misterioso libro titulado The Inquisitor ("El Inquisidor"), dejó algunos párrafos descriptivos del local y sus habitantes: "Te sorprenderá saber que tengo incluso el lujo del uso de una campana, cuya llamada es puntualmente atendida por un muchacho asturiano llamado Pepe, cuya astucia e ingenio son muy divertidos. Mi patrón es navarro y una persona extremadamente respetable e inteligente. Creo que sólo es gerente en funciones del negocio, ya que la casa pertenece a un marqués, uno de esos grandes de España venido a menos, que tiene habitaciones junto a las mías".

## Vecinos ilustres
Entre los vecinos ilustres de la calle se pueden recordar:
- Pedro Martínez de Hebert fotógrafo que tuvo su estudio entre el n.º 30.[17]
- El doctor Tomás Santero, que falleció en el número 31 de esta calle en 1888.
- El arquitecto Severiano Sainz de la Lastra, coautor del edificio del Banco de España, vecino del 23 duplicado hasta su muerte en 1884.[1]

### Crimen político
En la que fuera casa de doña Elvira de Paredes, hasta que se echó abajo para construir el oratorio del Caballero de Gracia en 1654, estuvo hospedado Anthony Ascham, embajador de Inglaterra, diplomático al servicio de Cromwell, y cuyo voto inclinó en el Parlamento británico la suerte final del rey Carlos I en el patíbulo.
El 6 de mayo de 1650, cinco encapuchados rodearon a Ascham cuando se disponía a entrar en su vivienda, dándole muerte a puñaladas. Se trataba de los conjurados Gilen, Morsal, Perchor, Separt y Arms, cinco católicos jacobitas que se habían desplazado hasta España para vengar la muerte de su rey.

## Ilustres paseantes y vecinos

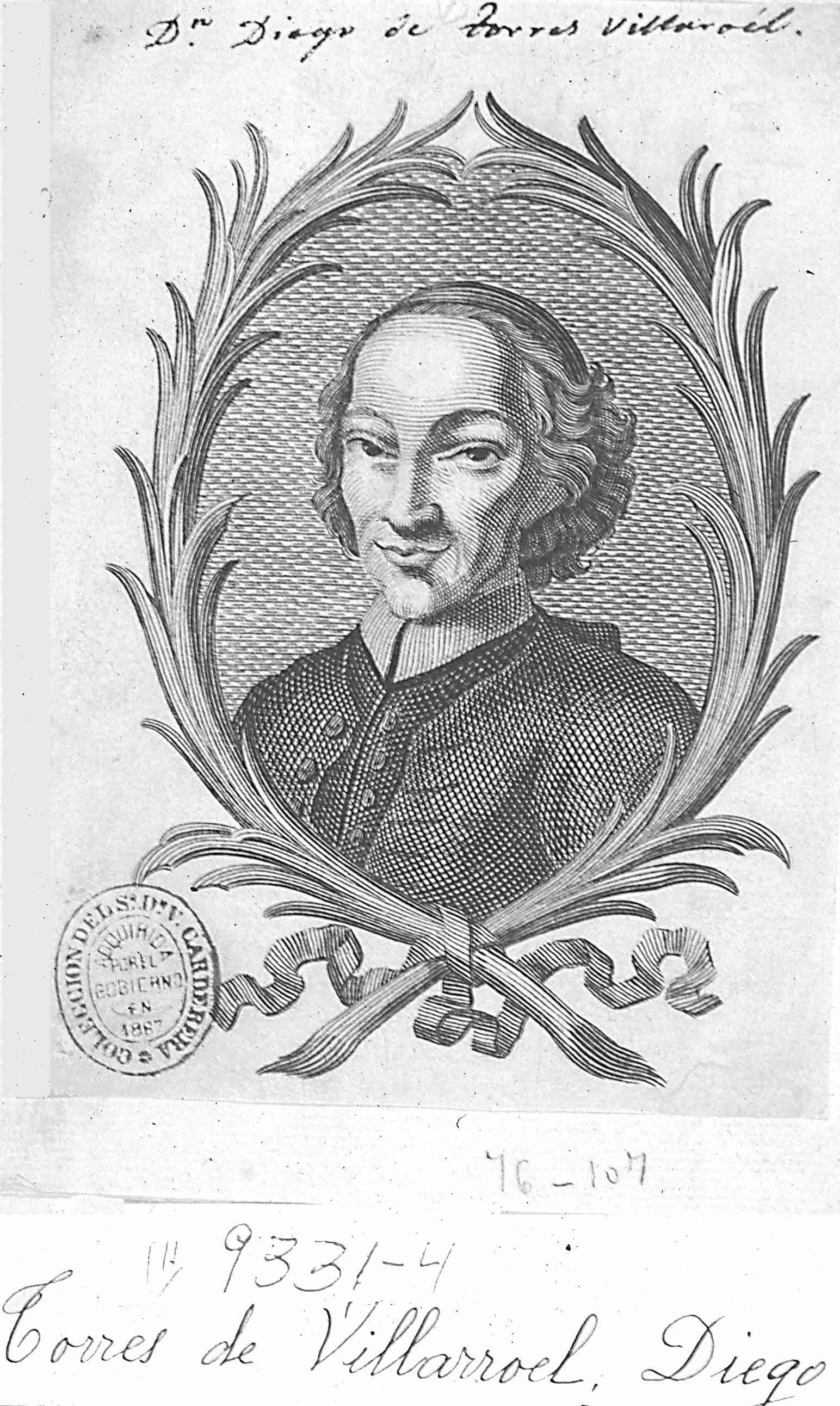
Diego de Torres Villarroel (1694-1770).

Entre los más ilustres y antiguos paseantes que pudo tener la calle del Caballero de Gracia hay que recordar a Francisco de Quevedo y a Diego de Torres Villarroel, según el pasaje que este último dejó escrito en sus Visiones y visitas de Torres con don Francisco de Quevedo por la Corte:

"Por el Caballero de Gracia arriba íbamos los dos; y a poco trecho se nos colgó de las orejas un sonido entre acento de rabel y dejo de rebuzno, y a veces tan rabioso, que pareció maúllo concebido en caniculares de lujuria gatesca.
-¿Quién toca tan desapacible? -dijo Quevedo, a la sazón que llegamos a una tienda de barrer cachetes y desplumar guargueros.
-Vuelve la cara -le respondí-, sabio mío, a ese zaguán.

Volvímosla uno y otro; y divisamos por la media puerta que dejaba libre una cortina de holán gallego, estampada a nubarrones de aceite y mugre, a un mozuelo semimacho, más rapado que sotana de sopón, más relamido que plato de dulce en poder de pajes, en medio de ruedas de amolar, sillas despellejadas, bancos, escalfadores, bacías, demandas, redomas, paños sucios y moharraches. Estaba sentado en el sillón de pelar entrecejos, sirviéndole de cabalgadura uno de los muslos al otro, y serrándole las cuerdas a un violín con tal desconsuelo, que parecía salir el son de entre agallas de burro melancólico.".
Diego de Torres Villarroel (1743)

Entre los ilustres vecinos puede destacarse al urbanista Arturo Soria, nacido en esta calle el 15 de diciembre de 1844.